# 天主教索斯诺维茨教区
天主教索斯諾維茨教區（拉丁語：Dioecesis Sosnoviensis）是波蘭一個羅馬天主教教區，教座位於索斯諾維茨。屬琴斯托霍瓦總教區。成立於1992年3月25日。
2011年，在當地731,600人口中，有教友720.600人，佔轄區總人口98.5%、162個堂區、403名司鐸、54名修士、124名修女。現任主教為格熱戈日·考薩克。